# Station Kirkenær
Station Kirkenær is een station in  Kirkenær in fylke Innlandet  in  Noorwegen. Het station ligt aan Solørbanen die inmiddels gesloten is voor personenverkeer. Het station, in chaletstijl, dateert uit 1893 en was een ontwerp van Paul Due.